# 奴豆腐
奴豆腐，又称冷奴、日式冷豆腐，是一种以豆腐为原料制成的日本料理，常在夏天食用。将冷的絹豆腐（日语：絹ごし豆腐）或木綿豆腐（日语：木綿豆腐）不切或者切成方形的豆腐块，再放上配料和调味料即可制成。
配料常使用葱、柴魚片、生姜泥、蘘荷、紫苏碎末、萝卜泥、柚子皮泥，调味料常使用浓口酱油、唐辛子味噌、出汁等。也可以添加秋葵、纳豆、梅子酱、辣椒油等食用。
在江户时代的1782年出版的《豆腐百珍》中，提到奴豆腐是已经广为人知的豆腐做法。
在石川县和一部分关西地区，常用芥子代替蘘荷；而在山形县常配合当地特产的山形出汁一起食用。

## 图册

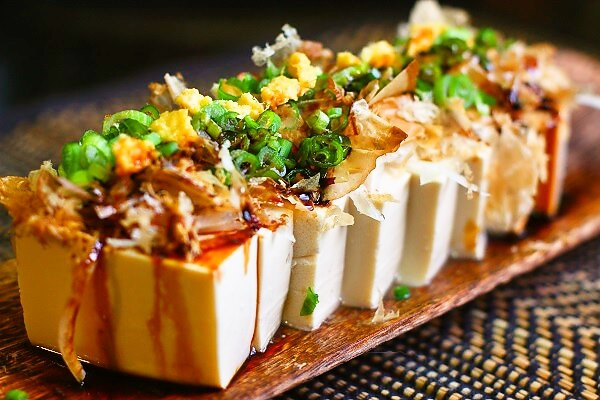
传统的木鱼花、葱、生姜奴豆腐
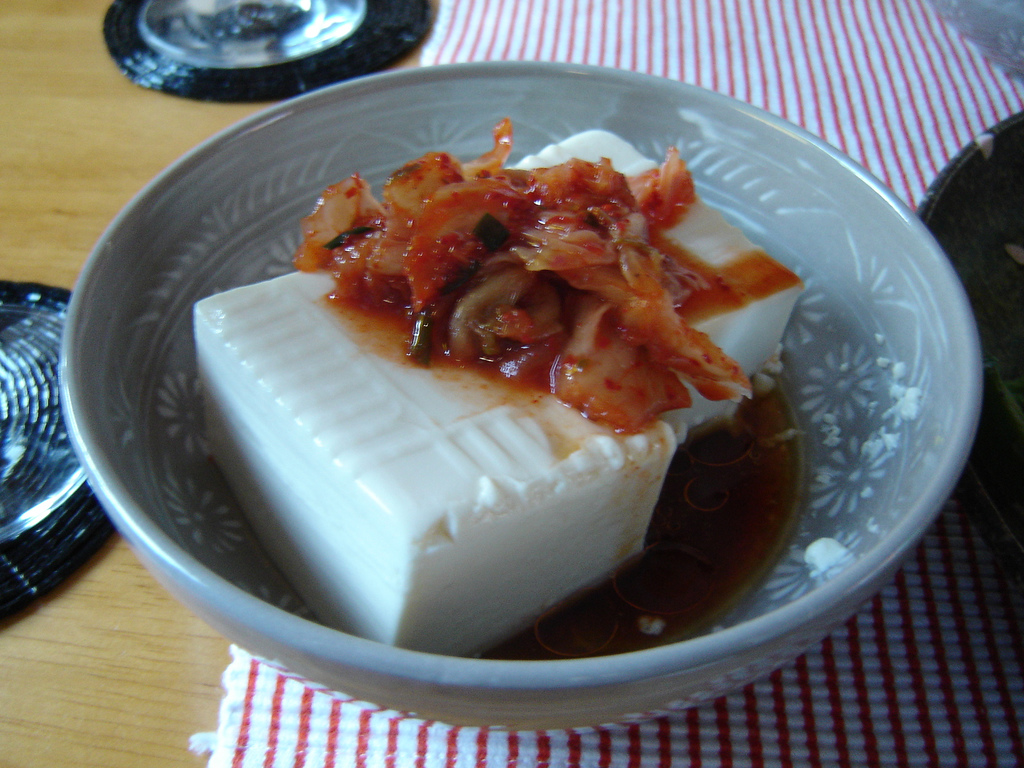
韩国泡菜奴豆腐
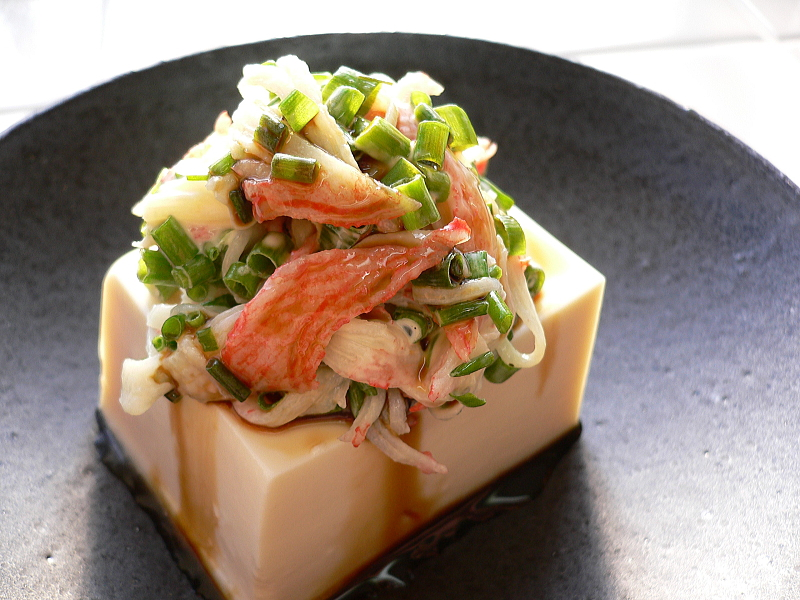
蟹味蒲鉾奴豆腐
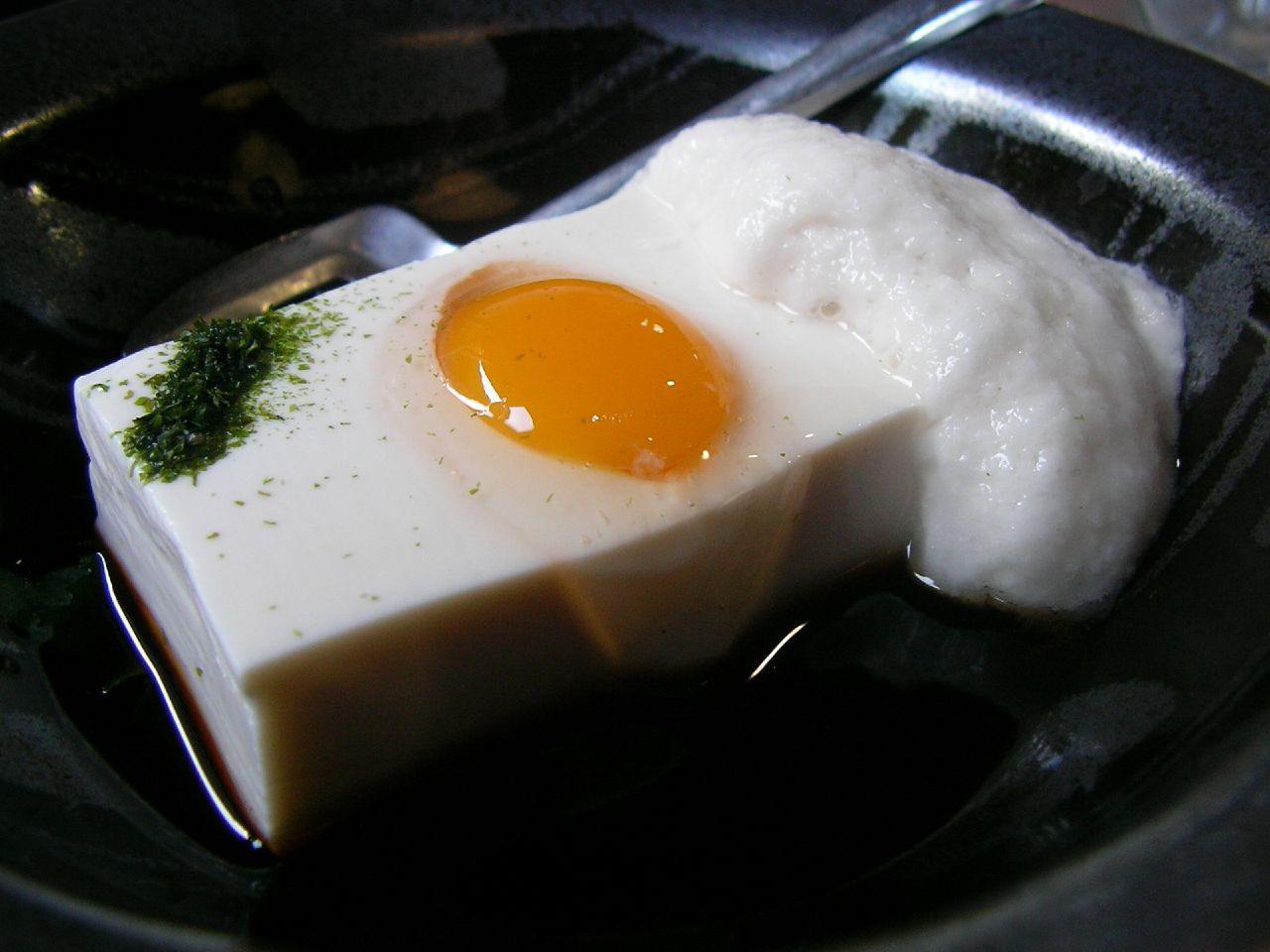
蛋和山藥泥奴豆腐
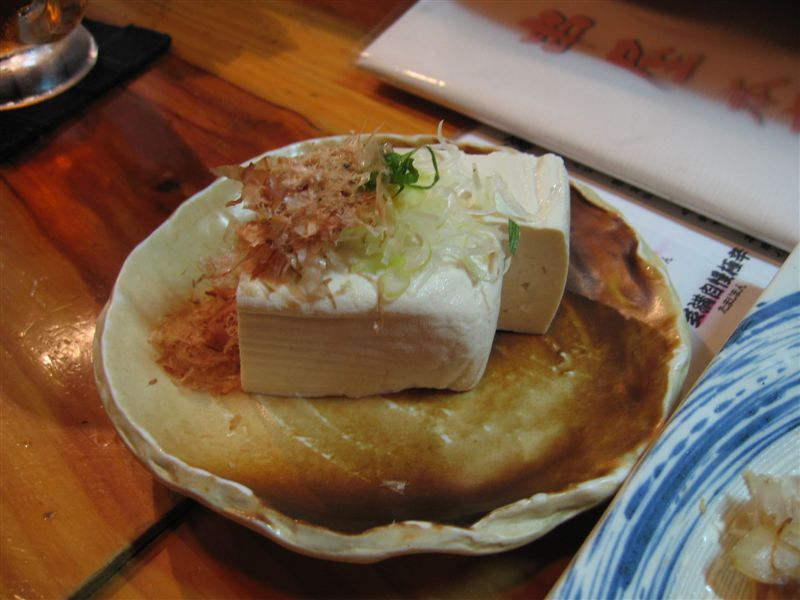
宫古岛奴豆腐
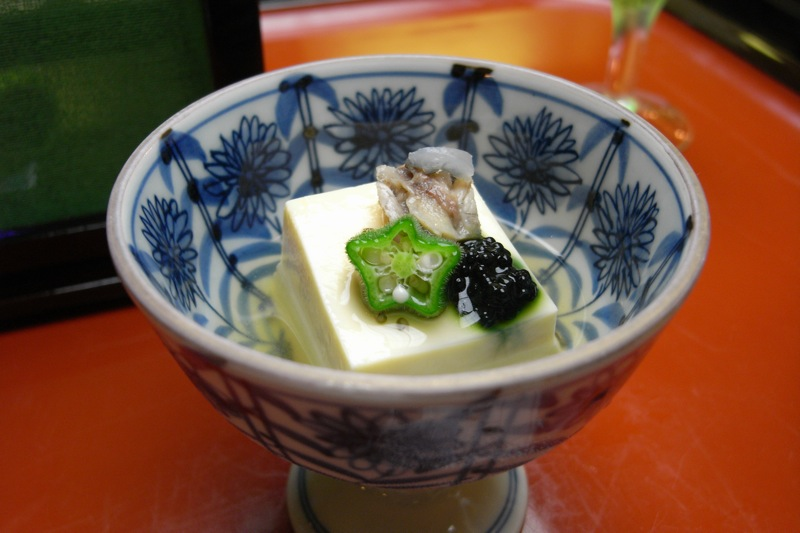
群马县四万温泉的奴豆腐
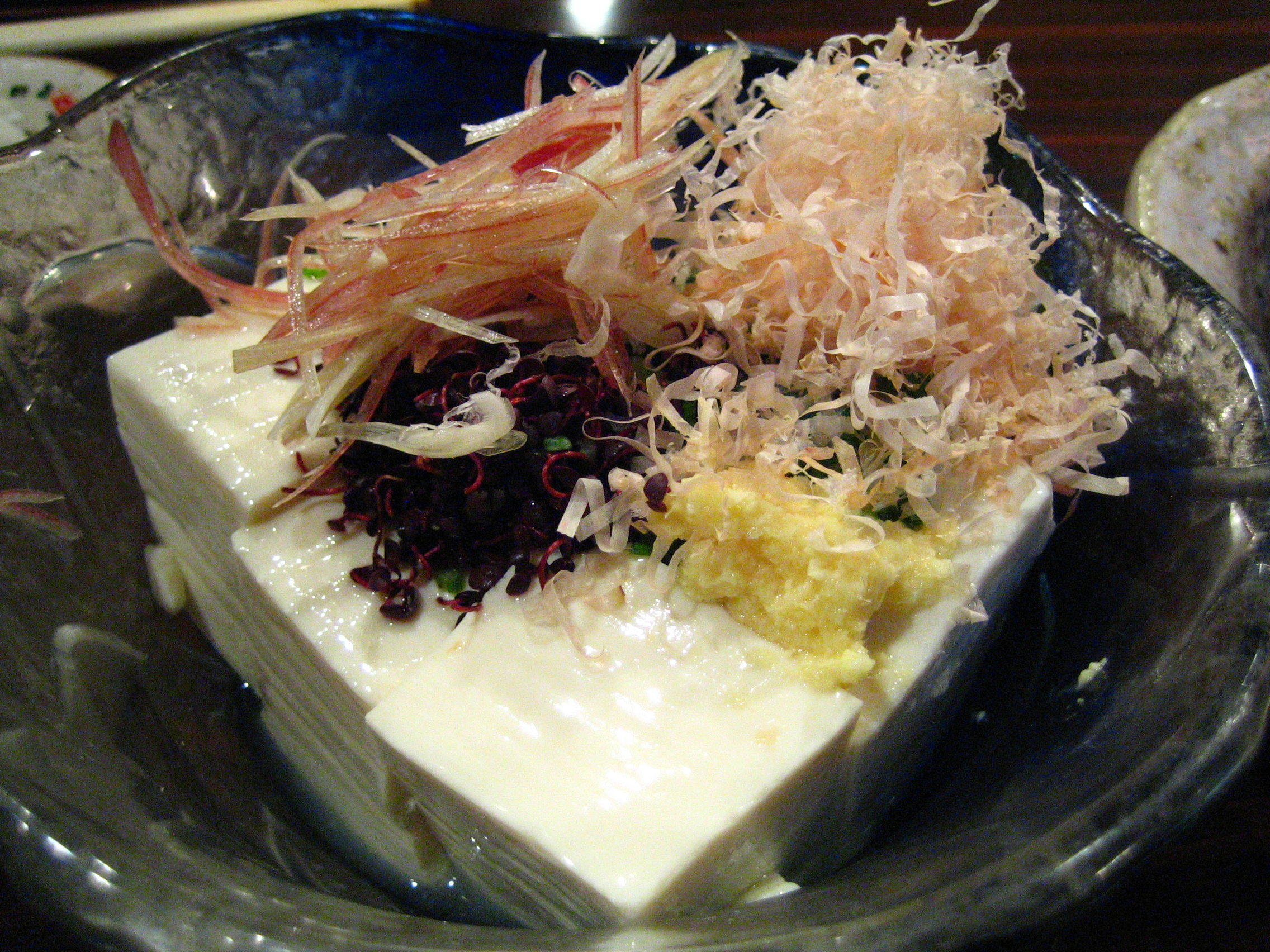
东京居酒屋的奴豆腐
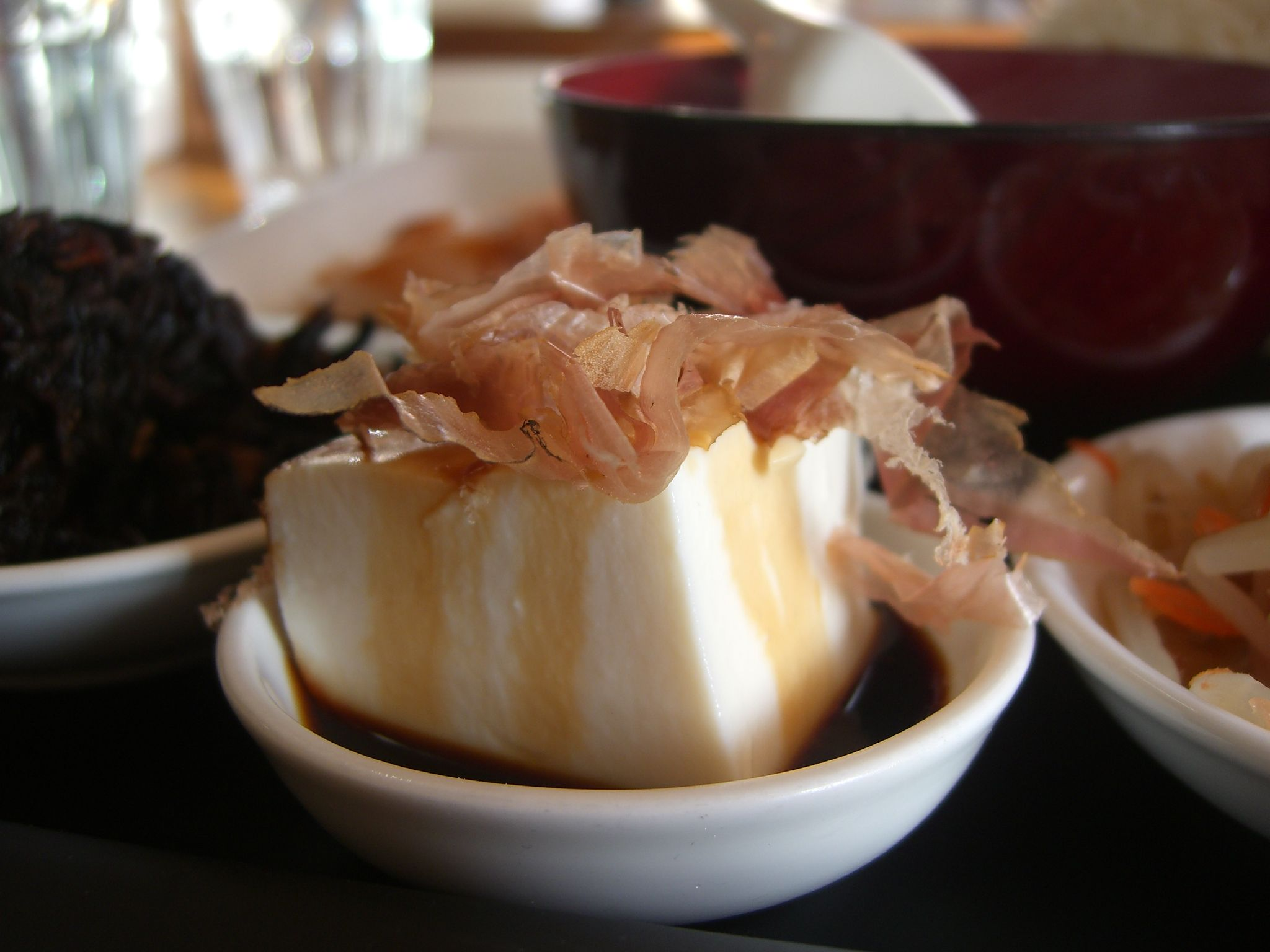
維多利亞州日本料理店的奴豆腐
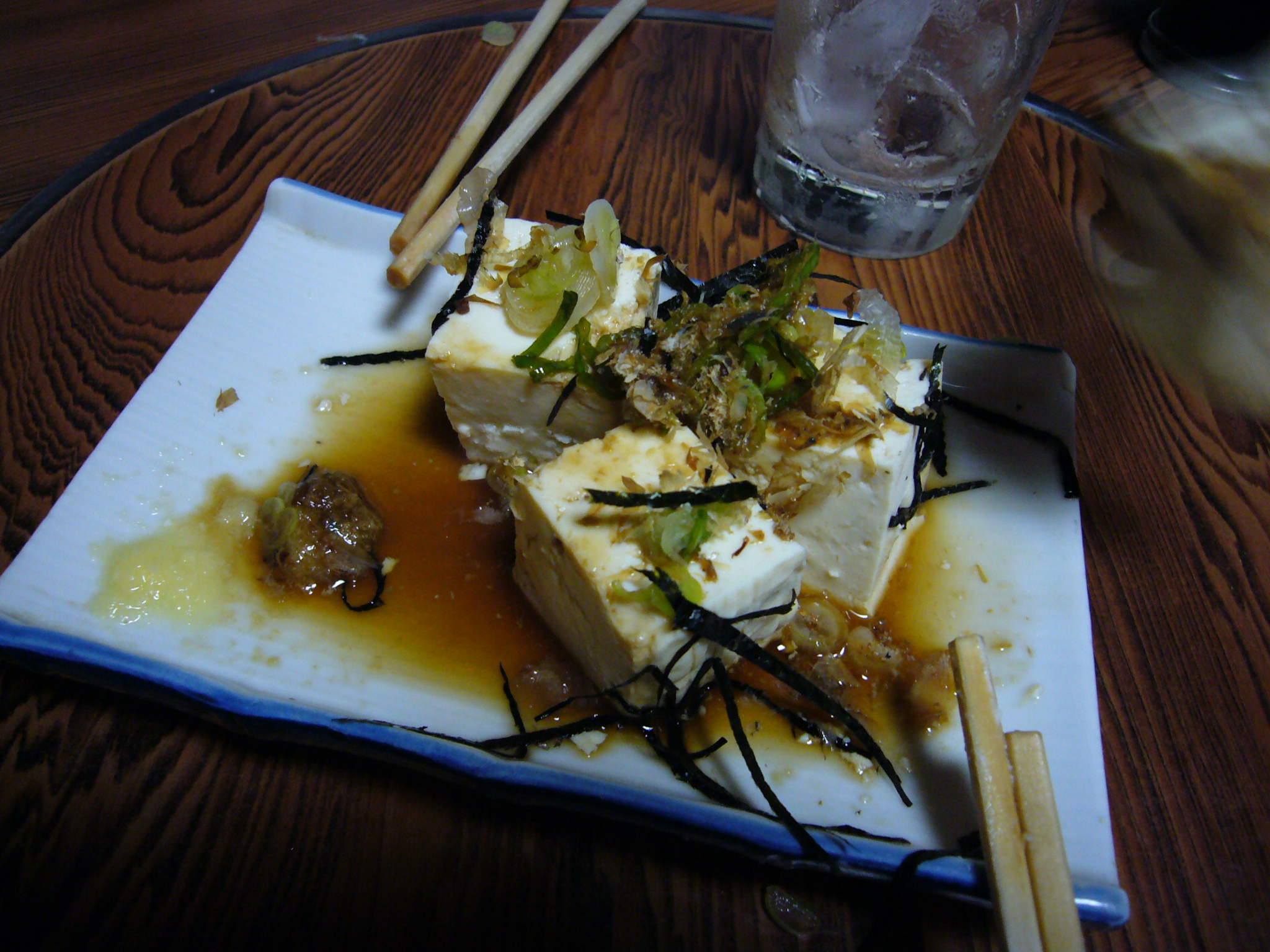
北海道居酒屋的奴豆腐
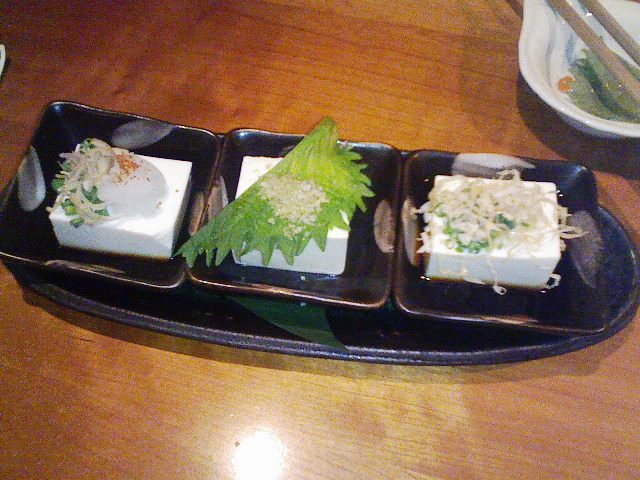
京都居酒屋的奴豆腐